# Andrey Estupiñán
Andrey Estupiñán Quiñones (El Charco, Nariño, Colombia, 5 de julio de 1994) es un futbolista colombiano que juega como delantero y  actualmente juega en el Deportivo Cali de la Categoría Primera A de Colombia

## Trayectoria

### La Equidad
Andrey Estupiñán hizo parte de las divisiones menores de La Equidad, en las que fue compañero de equipo de jugadores como Jarlan Barrera, Amaury Torralvo, Oscar Barreto, Mauricio Cuero, Jerson Malagón, William Cuesta, entre otros. Sin embargo, fueron pasando los años y Andrey todavía no debutaba en el equipo asegurador de mayores, así que, cansado de que no le dieran la oportunidad de jugar en el equipo de mayores de La Equidad, Andrey buscó nuevos aires para continuar con su carrera futbolística.

### Boyacá Chicó
En el 2017 fue fichado por el Boyacá Chicó, hizo su debut con el equipo ajedrezado (y a su vez su debut en el futbol de mayores) el 18 de febrero de 2017 en un partido contra el Bogotá Fútbol Club en el que el cuadro ajedrezado ganó como visitante 1-2. Con el Boyacá Chicó ganó el campeonato de la Categoría B de Colombia, significando pues el ascenso del cuadro ajedrezado a la Categoría A de Colombia.

### Deportivo Pasto
El 2018 fue anunciado como jugador del Deportivo Pasto, con el que llegó a la final del primer semestre del 2019, la cual perdió frente al Junior de Barranquilla, el cual se impuso 4-5 en la tanda de penales.

### Deportes Tolima
En el 2020 fue anunciado como jugador del equipo pijao con el que ganó el título del Torneo Apertura 2021 y fue subcampeón en el Torneo Finalización del mismo año.

### Santa Fe
En el 2022 fue fichado por Santa Fe.

### Junior de Barranquilla
En el 2023 fue anunciado como jugador del Junior de Barranquilla, con el que se coronó campeón del Torneo Clausura 2023 frente al Independiente Medellín, sumando así la décima estrella para el conjunto tiburón.

### Deportivo Cali
El 26 de diciembre del 2023, el Deportivo Cali oficializó la contratación de Andrey para las competencias del 2024.

## Estadísticas
| Club                       | Div.          | Temporada     | Liga  | Liga  | Copa  | Copa  | Internacional | Internacional | Total | Total |
| Club                       | Div.          | Temporada     | Part. | Goles | Part. | Goles | Part.         | Goles         | Part. | Goles |
| -------------------------- | ------------- | ------------- | ----- | ----- | ----- | ----- | ------------- | ------------- | ----- | ----- |
| Boyacá Chicó · Colombia    | 2.a           | 2017          | 16    | 0     | 4     | 1     | -             | -             | 20    | 1     |
| Boyacá Chicó · Colombia    | Total club    | Total club    | 16    | 0     | 4     | 1     | 0             | 0             | 20    | 1     |
| Deportivo Pasto · Colombia | 1.a           | 2018          | 4     | 1     | -     | -     | -             | -             | 4     | 1     |
| Deportivo Pasto · Colombia | 1.a           | 2019          | 44    | 7     | 5     | 5     | -             | -             | 49    | 12    |
| Deportivo Pasto · Colombia | Total club    | Total club    | 48    | 8     | 5     | 5     | 0             | 0             | 53    | 13    |
| Deportes Tolima · Colombia | 1.a           | 2020          | 19    | 6     | -     | -     | 6             | 0             | 25    | 6     |
| Deportes Tolima · Colombia | 1.a           | 2021          | 32    | 4     | -     | -     | 6             | 0             | 38    | 4     |
| Deportes Tolima · Colombia | Total club    | Total club    | 51    | 10    | 0     | 0     | 12            | 0             | 63    | 10    |
| Santa Fe · Colombia        | 1.a           | 2022          | 33    | 8     | 4     | 0     | -             | -             | 37    | 8     |
| Santa Fe · Colombia        | Total club    | Total club    | 33    | 8     | 4     | 0     | 0             | 0             | 37    | 8     |
| Junior · Colombia          | 1.a           | 2023          | 14    | 0     | -     | -     | -             | -             | 14    | 0     |
| Junior · Colombia          | Total club    | Total club    | 14    | 0     | 0     | 0     | 0             | 0             | 14    | 0     |
| Total Carrera              | Total Carrera | Total Carrera | 162   | 26    | 13    | 6     | 12            | 0             | 187   | 32    |

## Palmarés

### Campeonatos nacionales
| Título              | Equipo                 | País     | Año  |
| ------------------- | ---------------------- | -------- | ---- |
| Categoría Primera B | Boyacá Chicó           | Colombia | 2017 |
| Torneo Apertura     | Deportes Tolima        | Colombia | 2021 |
| Torneo Finalización | Junior de Barranquilla | Colombia | 2023 |

### Distinciones individuales
| Distinción                     | Año  |
| ------------------------------ | ---- |
| Once ideal del Torneo Apertura | 2019 |